# Strzelanina w San Jose
Strzelanina w San Jose – strzelanina, która miała miejsce 26 maja 2021 roku w placówce firmy transportowej w San Jose w Kalifornii w Stanach Zjednoczonych. Sprawca, pracownik Samuel Cassidy, zastrzelił 9 swoich współpracowników, po czym popełnił samobójstwo. Była to jedna z najkrwawszych strzelanin w historii Kalifornii.

## Tło
Strzelanina miała miejsce w placówce przedsiębiorstwa Santa Clara Valley Transportation Authority. Placówka firmy w San Jose znajduje się niedaleko siedzib miejscowych służb porządkowych.
Była to największa strzelanina w USA w 2021 roku po masakrze w Boulder. Atak po raz kolejny ożywił dyskusję o dostępie do broni w USA.

## Przebieg
Sprawca przed atakiem podpalił swój dom, po czym pojechał do firmy. Chwilę po wejściu, używając naprzemiennie kilku pistoletów, zaczął strzelać, zabijając 9 współpracowników, a następnie popełnił samobójstwo. Napastnik miał również przy sobie materiały wybuchowe, ale ich nie użył. Po ataku budynek firmy i jego okolica zostały ewakuowane.

## Ofiary strzelaniny
W strzelaninie zginęło 10 osób, w tym sprawca.

1. Abdolvahab Alaghmandan (lat 63)
2. Adrian Balleza (lat 29)
3. Samuel Cassidy (lat 57)
4. Alex Fritch (lat 49)
5. Jose Hernandez III (lat 35)
6. Lars Lane (lat 63)
7. Paul Megia (lat 42)
8. Timothy Romo (lat 49)
9. Michael Rudometkin (lat 40)
10. Taptejdeep Singh (lat 36)

## Sprawca
Sprawcą masakry był 57-letni Samuel Cassidy, były pracownik zaatakowanej firmy. Napastnik podobno nienawidził swojej pracy. Był także zainteresowany terroryzmem. Posiadał wiele rodzajów broni palnej, nie wiadomo, czy sprawca jednak nabył je legalnie.